# Сурпателе
Сурпателе (рум. Surpatele) — село у повіті Вилча в Румунії. Входить до складу комуни Фринчешть.
Село розташоване на відстані 165 км на північний захід від Бухареста, 16 км на південний захід від Римніку-Вилчі, 85 км на північ від Крайови, 130 км на південний захід від Брашова.

## Населення
За даними перепису населення 2002 року у селі проживали 187 осіб, з них 186 осіб (99,5%) румунів. Рідною мовою 186 осіб (99,5%) назвали румунську.